# Oswald Kermenić
Oswald Kermenić, także: Oswald Kermenic, Oswald Kermenitz (ur. 9 kwietnia 1885 w Penzing w Cesarstwie Austrii, zm. 23 maja 1950 w Limie w Peru) – polski i austro-węgierski konsul pochodzenia austriackiego.

## Życiorys
W młodości ukończył gimnazjum w Radautz w Bukowinie. W latach 1904–1909 studiował w Akademii Konsularnej w Wiedniu, po której ukończeniu został pracownikiem austro-węgierskiej służby konsularnej w Wiedniu. Początkowo  był attaché, a od 1911 wicekonsulem Konsulatu Generalnego w Moskwie. W tym samym roku został przeniesiony do Konsulatu Generalnego w Warszawie, a w latach 1914–1915 do placówki dyplomatycznej w Berlinie, gdzie organizował wydział polski ds. opieki nad uchodźcami i bezdomnymi z Galicji. Od 1915 przebywał ponownie w Warszawie, gdzie pełnił funkcję przedstawiciela austriackiego Ministra Obrony w Warszawie. W 1917 został mianowany konsulem, a w 1919 został zwolniony ze służby austriackiej.
Do służby dyplomatycznej II Rzeczypospolitej przyjęty został 1 maja 1920 r. Był kolejno starszym referentem, następnie tytularnym radcy posła II klasy oraz radcą biura komisarza w Komisariacie Generalnym w Gdańsku. 1 czerwca 1927 r. rozpoczął pracę w Departamencie Konsularnym MSZ. 16 października skierowany został do konsulatu RP w Antwerpii jako radca ekonomiczny, a następnie jako konsul generalny. 1 stycznia 1941 r. nominowano go na stanowisko kierownika placówki ambasady w Limie, początkowo jako chargé d’affaires, a od 17 listopada 1944 r., po złożeniu listów uwierzytelniających prezydentowi Peru, jako poseł nadzwyczajny i minister pełnomocny. Wydawał również w Limie biuletyn polskiej Katolickiej Agencji Prasowej, który ukazał się pod tytułem „Agencia catolica polonesa de prensa” 21 października 1944 r. Pełnienie funkcji zakończył w lipcu 1945 r., ze względu na wycofanie uznania rządowi RP w Londynie. Pozostał w Limie do końca życia, gdzie pełnił funkcję nieoficjalnego przedstawiciela rządu.

## Życie prywatne
Był  synem Aurelego i Emilii z d. Osswalt. Jego żoną była Konstancja Keremenić (z d. Heinzel), córki barona Ludwika Heinzla, z którą ożenił się w 1918 r. w Łagiewnikach. Początkowo mieszkali w Łodzi, a po śmierci teścia, wraz z żoną odziedziczyli jego majątek, na który składały się dobra Łagiewnickie i Arturówek wraz z pałacem Ludwika Heinzla i willą leśniczówką Ludwika Heinzla. W 1937 r. sprzedali majątek i wyemigrowali do Peru. Mieli troje dzieci: dwie córki: Aldonę Marię Collin (ur. 1919) – pracownicę polskiego Ministerstwa Informacji i Dokumentacji RP w Limie, Gabrielę Marię (ur. 1923) i syna Jana Marię (ur. 1926).

## Odznaczenia
- Medal Dziesięciolecia Odzyskanej Niepodległości
- Brązowy Medal za Długoletnią Służbę[2]
- Order Słońca Peru (1946)[1]